# Agencia Europea de Medio Ambiente
La Agencia Europea de Medio Ambiente (AEMA) es una agencia reguladora de la Unión Europea. La AEMA se encarga de proporcionar información independiente sobre el medio ambiente, información que sirve de apoyo al ciudadano y a aquellos involucrados en desarrollar, adoptar, aplicar y evaluar las políticas ambientales.
La AEMA se rige por un Consejo de Administración, compuesto por representantes de los gobiernos de sus 32 países miembros, la Comisión Europea y el Parlamento Europeo.
La AEMA fue legalmente establecida mediante un reglamento, el Reglamento (EEC) N.º 1210/1990. Este reglamento ha sido objeto de varias modificaciones posteriores en 1999 y fue codificado (refundido en la tradición legislativa española) en 2009. Tras la creación legal de la Agencia, un grupo de expertos puso en marcha la misma, para convertirse en un órgano operativo en 1994, estableciendo su sede en la capital danesa, Copenhague, lugar en el cual todavía opera. 
La Agencia cuenta con una Directora Ejecutivo, actualmente Leena Ylä-Mononen, que fue nombrada para un periodo de 5 años que comenzó en julio de 2023. Con anterioridad a Ylä-Mononen, la agencia fue dirigida por Hans Bruyninckx, Jacqueline McGlade y Domingo Jiménez-Beltrán.
La Agencia tiene en la actualidad 32 miembros de pleno derecho y 6 países colaboradores. La Agencia se asocia con sus países miembros y colaboradores en la denominada Red europea de información y observación del medio ambiente (Eionet). La Agencia actúa como coordinadora de la red, siendo responsable de igual forma de su desarrollo y sus actividades. La red Eionet se estructura mediante los denominados Puntos Focales Nacionales (PFN) y los Grupos de Eionet, que se centran en temas ambientales concretos. Los PFN y los Grupos de Eionet, constituyen una tupida red de contactos que involucran a cerca de 350 instituciones distintas.
La Agencia es, además, miembro activo de la Red de Agencias Europeas de Medio Ambiente, conocida como EPA Network.

## Historia
A partir de la década de 1970, los Estados miembros de la Unión Europea empezaron a coordinar sus iniciativas medioambientales, adaptando de forma creciente sus políticas, como resultado del reconocimiento de que los problemas como la contaminación atmosférica o del agua, exigen una actuación coodinada. Finalmente, el reglamento por el que se creó la AEMA fue adoptado por la Comunidad Europea (antecesora de la Unión Europea) en 1990, y entró en vigor en 1993, aunque hasta 1994 no se empezó a trabajar a pleno rendimiento.

### La UE y la pandemia de enfermedad por coronavirus
En 2020 la AEMA manifestó que la pandemia de enfermedad por coronavirus, que ha sumido a la Unión Europea en una crisis sin precedentes, tenga un impacto considerable “en los esquemas de producción y consumo, como por ejemplo la reducción de la demanda en materia de transporte, en concreto el tráfico aéreo internacional y los desplazamientos diarios de vehículos privados”. No obstante consideró que para comprender el alcance de los efectos se debe analizar los datos de distintos ámbitos después de la crisis, por lo que tiene previsto evaluar las interrelaciones de los datos y compartir los resultados de estos análisis en el momento oportuno. También ha recordado que la UE aspira a lograr la neutralidad climática a través de “una reducción gradual e irreversible de las emisiones y mediante el establecimiento de objetivos a largo plazo”.
En este contexto, la propuesta relativa a la Ley Europea del Clima, elemento esencial del Pacto Verde Europeo, eleva las ambiciones de la UE en este ámbito, y prevé cómo se evaluarán periódicamente los avances hacia la neutralidad climática, basándose entre otros en los informes producidos la AEMA.

## Miembros
La AEMA tiene 32 miembros de pleno derecho y 6 países colaboradores. Los países de pleno derecho son los 27 estados que conforman la Unión Europea así como Islandia, Noruega, Liechtenstein, Suiza y Turquía en virtud de un tratado especial. El reglamento constitutivo de la AEMA permite que su membresía se extienda más allá de aquella de la Unión Europea, siempre y cuando los países no pertenecientes a la UE compartan su preocupación por el medio ambiente.

## Red europea de información y observación del medio ambiente (Eionet)
La Red europea de información y observación del medio ambiente (Eionet) es una red entre la AEMA y sus países miembros y colaboradores. La Agencia tiene la responsabilidad de desarrollar esta red y coordinar sus actividades. Para ello, trabaja muy estrechamente con los Puntos Focales Nacionales (PFN), que suelen ser las agencias nacionales de medio ambiente o los ministerios de medio ambiente de los países miembros.
Los Puntos Focales Nacionales son responsables de la coordinación de los Grupos de Eionet y, en conjunto, reúnen a cerca de 2000 expertos de más de 450 instituciones nacionales y otros órganos encargados de la información medioambiental.
Aparte de estos Puntos Focales y Grupos, Eionet incluye en la actualidad ocho Centros Temáticos Europeos sobre:
1. Adaptación al Cambio Climático y LULUCF[8]
2. Lucha contra el Cambio Climático[9]
3. Integración de datos y digitalización[10]
4. Salud humana y medio ambiente[11]
5. Economía Circular y uso de los recursos naturales[12]
6. Transiciones para la sostenibilidad[13]
7. Biodiversidad[14]

## Organización de la AEMA[2]
La AEMA está regida por un Consejo de Administración y por una Mesa del Consejo. Cuenta además con un Comité científico que actúa como órgano consultivo. El director ejecutivo responde ante el Consejo de administración de la ejecución de los programas y de la gestión cotidiana de la AEMA.
El plan de trabajo de la AEMA se estructura alrededor de una Estrategia a 2030 y Programas plurianuales de 3 años.  

### El Consejo de administración y la Mesa del Consejo
El Consejo de administración está compuesto por un representante de cada país miembro, dos representantes de la Comisión y dos personalidades científicas nombradas por el Parlamento Europeo. Entre sus cometidos está la aprobación del Programa de trabajo plurianual, de los programas de trabajo anuales y de los informes anuales, así como el nombramiento del Director ejecutivo y de los miembros del Comité científico. 
La Mesa está formada por un Presidente, hasta cinco vicepresidentes, un representante de la Comisión y uno de los miembros designado por el Parlamento Europeo. Está facultada para tomar decisiones ejecutivas, necesarias para el funcionamiento eficaz de la Agencia en los periodos intermedios entre las reuniones del Consejo de administración.

### El director ejecutivo
El director/a ejecutivo/a es el responsable ante el Consejo de administración de la ejecución de los programas y de la gestión cotidiana de la AEMA. La siguiente tabla incluye aquellas personas que han ocupado el cargo de Director/a ejecutivo desde la creación de la Agencia. 
| Name                    | Estado      | Mandato     |
| ----------------------- | ----------- | ----------- |
| Domingo Jiménez-Beltrán | España      | 1994 – 2003 |
| Jacqueline McGlade      | Reino Unido | 2003 – 2013 |
| Hans Bruyninckx         | Bélgica     | 2013 – 2023 |
| Leena Ylä-Mononen       | Finlandia   | 2023 –      |

Leena Ylä-Mononen es la directora ejecutiva de la Agencia Europea de Medio Ambiente desde el 1 de junio de 2023. 

### Equipo de Dirección
El Equipo de Dirección consta del Director Ejecutivo y los Jefes de Departamento, y se reúne regularmente para gestionar las actividades cotidianas de la AEMA.
Todo el personal de la agencia debe respetar el "Código de buena conducta administrativa” en sus relaciones con el público, que se complementa con la Política de gestión y prevención de conflictos de interés y la Estrategia anti-fraude.

### El Comité científico
El Comité científico asesora al Consejo de administración y al Director ejecutivo. Tiene tres funciones principales:
- emitir un dictamen sobre los programas de trabajo plurianuales y anuales de la AEMA
- emitir un dictamen para el director ejecutivo a efectos de contratación del personal científico de la Agencia
- proporcionar asesoramiento y dictámenes sobre cualquier cuestión científica relativa a la actividad de la Agencia que el Consejo de administración o el director ejecutivo puedan presentarle

### Estructura organizativa[16]
La Agencia está estructurada Departamentos, existiendo en la actualidad seis, cubriendo las siguientes áreas:
1. Recursos: encargado de tareas administrativas, recursos humanos y similar.
2. Comunicación: encargado del networking de la Agencia, publicaciones y presencia web.
3. Digital: encargado de la infraestructura informática y el programa de observación de la Tierra desde el espacio.
4. Clima: encargado de las políticas climáticas, energéticas y de transporte.
5. Medio ambiente: encargado de los temas relacionados con la protección de la biodiversidad, la lucha contra la contaminación y las aguas dulces y marinas.
6. Sostenibilidad: a cargo se la economía circular, el análisis económico y financiación sostenible, y los estudios con perspectiva de largo plazo.

Los Departamentos se estructuran a su vez en Unidades. 
La Agencia Europea de Medio Ambiente tiene aproximadamente 300 empleados en 2025.

## Informes sobre el Estado del Medio Ambiente en Europa
La AEMA publica cada cinco años un informe sobre el estado y perspectivas del medio ambiente en Europa. El último informe de estas características se publicó en 2015.
El primer informe de estas características, conocido como Informe Dobris y publicado en 1992, incluyó información relativa a 46 países, basándose principalmente en datos obtenidos hasta 1992. Recoge una evaluación del estado del medio ambiente europeo hasta entonces.
El informe Dobris fue presentado en la tercera conferencia de ministros de medio ambiente del conjunto de los países europeos, que se celebró en Sofía durante el mes de octubre de 1995. En estas conferencias se pretendió establecer principios y políticas para la mejora del medio ambiente, a fin de aunar criterios al respecto y alcanzar en Europa un patrón de desarrollo más sostenible. 

El reglamento constitutivo de la Agencia codifica la obligación de la AEMA de realizar informes de estas características cada 5 años. 
Artículo 2(h), Reglamento (CE) No. 401/2009
Para alcanzar el objetivo (...) realizará las siguientes funciones: 
(...) h) publicar cada cinco años un informe sobre la situación, las tendencias y las perspectivas del medio ambiente, acompañado de informes indicativos anuales sobre temas específicos. 
Desde la creación de la Agencia se han publicado informes en 1995, 1999, 2005, 2010 y 2015.

El informe de 2015 pone de manifiesto que en la región Europea se han hecho avances importantes en la protección del medio ambiente pero, a la vez, importantes retos han de ser enfrentados.
"En 2015, Europa se encuentra a medio camino entre el inicio de la política ambiental en los 70 y la visión de la UE para 2050 que afirma que "hemos de vivir bien pero dentro de los límites del Planeta. Bajo esta visión, se encuentra el reconocimiento de que la prosperidad económica de Europa y el bienestar están intrínsecamente relacionados con su medio natural".
Los informes sobre el Estado del Medio Ambiente en Europa, conocidos por SOER en sus siglas en inglés, tienen un importante impacto en los círculos de decisión europeos, tanto a nivel de la Unión como en los países que constituyen su membresía. 